# Hantaró Nagaoka
Hantaró Nagaoka (長岡 半太郎; 19. srpna 1865 – 11. prosince 1950) byl japonský fyzik a průkopník japonské fyziky během období Meidži.

## Život
Nagaoka se narodil ve městě Ómura (大村) (prefektura Nagasaki) v Japonsku,  vystudoval na Tokijské univerzitě. Po zisku titulu titul v oboru fyziky v roce 1887 začal Nagaoka pracoval s hostujícím skotským fyzikem Cargillem Gilstonem Knottem na prvních problémech v oblasti magnetismu, konkrétně magnetostrikce v tekutém niklu. V roce 1893 cestoval Nagaoka do Evropy, kde pokračoval ve vzdělání na univerzitách v Berlíně, Mnichově a ve Vídni, včetně kurzů o Saturnových prstencích a Boltzmannově kinetické teorii plynů, tyto dva vlivy se promítly v jeho pozdější práci. Nagaoka se také v roce 1900 zúčastnil prvního mezinárodního kongresu fyziků v Paříži, kde slyšel přednášku Marie Curie o radioaktivitě, což vzbudilo jeho zájem o atomovou fyziku. Nagaoka se vrátil do Japonska v roce 1901 a přijal post profesora fyziky na Tokijské univerzitě, kde působil až do roku 1925. Po odchodu do penze byl jmenován vedoucím vědcem v RIKENu, a rovněž sloužil jako první prezident univerzity v Osace v letech 1931 až 1934.

## Saturnský model atomu
Fyzikové se v roce 1900 právě začali zabývat strukturou atomu. Nedávný Thomsonův objev záporně nabitého elektronu naznačil, že neutrální atom musí také obsahovat opačný kladný náboj. V roce 1903 Thomson navrhl, že atom je koule o jednotné kladné elektrifikaci, s elektrony rozptýlenými podobně jako švestky v pudinku, což vedlo k modelu nazývaném Thomsonův pudinkový model.
Nagaoka odmítl Thomsonův model na základě toho, že opačné náboje jsou neproniknutelné. V roce 1904 navrhl alternativní planetární model atomu, ve kterém je kladně nabité centrum obklopeno řadou revolvingových elektronů, podobně jako Saturn a jeho prstence.
Nagaokův model měl dvě předpovědi:
- velmi masivní atomové centrum (analogii k velmi masivní planetě)
- elektrony obíhající kolem jádra, vázané elektrostatickými silami (analogii k prstencům obíhajícím kolem Saturnu, vázáných gravitačními silami).

Obě předpovědi úspěšně potvrdil Ernest Rutherford, který zmínil Nagaokův model ve své práci z roku 1911, v níž navrhl existenci atomového jádra. Nicméně další podrobnosti modelu byly nesprávné. Zejména elektricky nabité prstence by byly nestabilní vzhledem k odpudivému narušení. Nagaoka sám opustil svůj model v roce 1908.
Rutherford a Niels Bohr prezentovali nadějnější Bohrův model v roce 1913.

## Další práce
Nagaokův pozdější výzkum se týkal spektroskopie a dalších oborů. V roce 1909 vydal knihu o indukčnosti elektromagnetů. V roce 1929 se stal prvním člověkem, který popsal meteorickou zábleskovou komunikaci.

## Ocenění a uznání
- Řád kultury – Japonsko, 1937 – za jeho celoživotní vědeckou práci
- byl po něm pojmenován Kráter Nagaoka nacházející se Měsíci